# طعم شگفتی‌ها
طعم شگفتی‌ها (فرانسوی: Le Goût des merveilles‎) یک فیلم عاشقانه فرانسوی به کارگردانی اریک بنار است که در سال ۲۰۱۵ منتشر شد. از بازیگران آن می‌توان ویرژینی افیرا، هیام عباس و لوران باتو را نام برد.